# Martyn Jacques

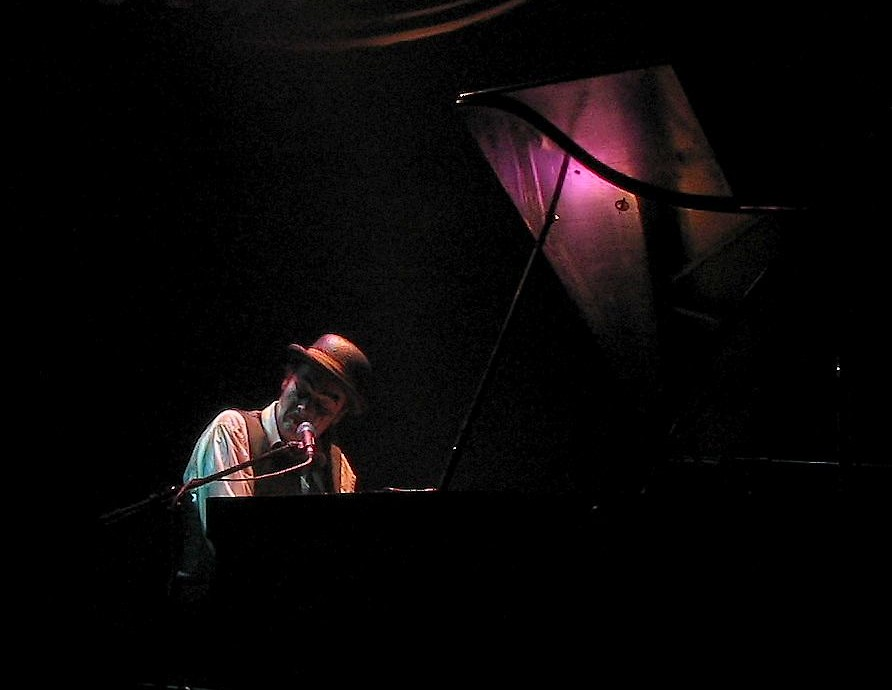
Podczas koncertu w Pradze

Martyn Jacques (ur. 22 maja 1959) − brytyjski wokalista, instrumentalista i autor tekstów grupy The Tiger Lillies. 
Charakterystyczny poprzez swój styl śpiewania falsetem oraz swoje teksty o mordercach, prostytutkach i wszelkiego typu outsiderach. Przed założeniem zespołu przez wiele lat mieszkał w londyńskim Soho w mieszkaniu nad domem publicznym.
Zaangażowany w projekty musicalowe i teatralne